# Шульга Микола Олександрович (вчений-механік)
Мико́ла Олекса́ндрович Шульга́ (*18 листопада 1938, с. Грабів, Ічнянський р-н Чернігівська область — † 21 грудня 2012, Київ) — український вчений в галузі механіки, доктор фізико-математичних наук, професор (1983), член-кореспондент НАН України (1990), лауреат Державної премії України в галузі науки і техніки (1988), премії ім. О. М. Динника (1986). 

## Біографія
Народився в селянській родині. Після закінчення механіко-математичного факультету Київського університету імені Т. Г. Шевченка (1961) працював в Інституті механіки імені С. П. Тимошенка НАН України. Пройшов шлях від молодшого наукового співробітника до заступника директора з наукової роботи. Викладав курс опору матеріалів у Київському університеті будівництва й архітектури.  
Досліджував закони деформування твердого тіла. Досяг видатних результатів у розробці фундаментальних та прикладних проблем механіки: розробив теорію поширення  хвиль у неоднорідно-періодичних і регулярно-шаруватих середовищах; запровадив нові методи визначення динамічного коефіцієнта електромеханічного зв'язку та електрорушійної сили п'єзоелектричних перетворювачів; вперше виконав неформальний взаємний перехід від міжнародної до наукової системи одиниць i навпаки у співвідношеннях електромагнітомеханіки й електромагнетизму.  
Микола Олександрович був членом Національного комітету України з теоретичної і прикладної механіки, Українського фізичного товариства, Українського товариства інженерів-механіків, Української технологічної академії. Крім того, М. О. Шульга був членом редколегій міжнародного наукового журналу «Прикладная механика» і низки науково-технічних збірників, науково-експертної ради Міністерства освіти і науки України за фаховим напрямом «механіка», секції математики і механіки Комітету з державних премій України в галузі науки і техніки; входив до складу спеціалізованих рад із захисту докторських та кандидатських дисертацій.  
У творчому доробку вченого понад 420 наукових праць, серед яких 18 підручників і монографій, 6 патентів на винаходи. Він підготував 33 кандидати і 4 доктори наук. Помер 21 грудня 2012 року у Києві. 

## Відзнаки і нагороди
Республіканська комсомольська премія ім. М. Островського в галузі науки і техніки (1973) за монографію і цикл робіт «Розповсюдження і дифракція хвиль в тілах, що деформуються».  
Нагороджений премією ім. О. М. Динника НАН України (1986).  
Лауреат Державної премії УРСР в галузі науки і техніки (1988) як один з авторів 6-томної монографії «Пространственные задачи теории упругости и пластичности». 

## Праці
- Гринченко В. Т. Механика связанных полей в элементах конструкций: в 5 т. Т. 5 : Электроупругость / В. Т. Гринченко, А. Ф. Улитко, Н. А. Шульга ; под общ. ред. А. Н. Гузя. - Киев : Наукова думка, 1989. - 280 с.
- Механика композитов : в 12 т. Т. 6 : Технологические напряжения и деформации в материалах / А. Н. Гузь [и др.] ; ред. Н. А. Шульга, В. Т. Томашевский. - Київ : Наукова думка, 1997. - 394 с.
- Опір матеріалів. Аналіз просторового напруженого стану  : метод. рек. і завдання до викон. розрахунково-графічних робіт для студ., які навчаються за напрямом підготов. 0601 «Будівництво» / Київ. нац. ун-т буд-ва і архіт. ; уклад.: М. О. Шульга, Л. О. Григор'ева. - Київ : КНУБА, 2010. - 40 с.
- Пространственные задачи теории упругости и пластичности : в 6 т. / [Шульга Н. А и др.]. - Киев : Наукова думка. - 1984-1986.
- Рассказов А. О. Теория и расчет слоистых ортотропных пластин и облочек / А.О. Рассказов, И. И. Соколовская, Н. А. Шульга. - Киев : Вища шк., 1986. - 191 с.
- Шульга Н. А. Колебания пьезоэлектрических тел / Н. А. Шульга, А. М. Болкисев. - Киев : Наукова думка, 1990. - 228 с.
- Шульга М. О. Опір матеріалів при статичних навантаженнях  : курс лекцій / М. О. Шульга ; Київський національний ун-т будівництва і архітектури. - Київ : [б.в.], 2002. - 140 с.
- Шульга М. О. Резонансні електромеханічні коливання п'єзоелектричних пластин  / М. О. Шульга, В. Л. Карлаш ; НАН України, Ін-т механіки ім. С. П. Тимошенка. - Київ : Наукова думка, 2008. - 271 с.